# Парижское соглашение (2015)
Парижское соглашение — соглашение в рамках Рамочной конвенции ООН об изменении климата, регулирующее меры по снижению содержания углекислого газа в атмосфере с 2020 года. Соглашение было подготовлено взамен Киотского протокола в ходе Конференции по климату в Париже и принято консенсусом 12 декабря 2015 года, а подписано 22 апреля 2016 года. Ведущий конференции Лоран Фабиус, министр иностранных дел Франции, заявил, что этот «амбициозный и сбалансированный» план стал «историческим поворотным пунктом» на пути снижения темпов глобального потепления.
Целью соглашения (согласно статье 2) является «активизировать осуществление» Рамочной конвенции ООН по изменению климата, в частности, удержать рост глобальной средней температуры «намного ниже» 2 °C и «приложить усилия» для ограничения роста температуры величиной 1,5 °C.
Участники соглашения объявили, что пик эмиссии СО2 должен быть достигнут «настолько скоро, насколько это окажется возможным».
Страны-участники определяют свои вклады в достижение декларированной общей цели в индивидуальном порядке, пересматривают их раз в пять лет. В соглашении говорится о недостаточности предложенных в настоящее время национальных вкладов, а также об «амбициозности» и «прогрессе» по мере их пересмотра. Не предусматривается никакого механизма принуждения, как в отношении декларирования национальных целей, так и в обеспечении обязательности их достижения.

## Реализуемость пределов потепления 2 °C и 1,5 °C

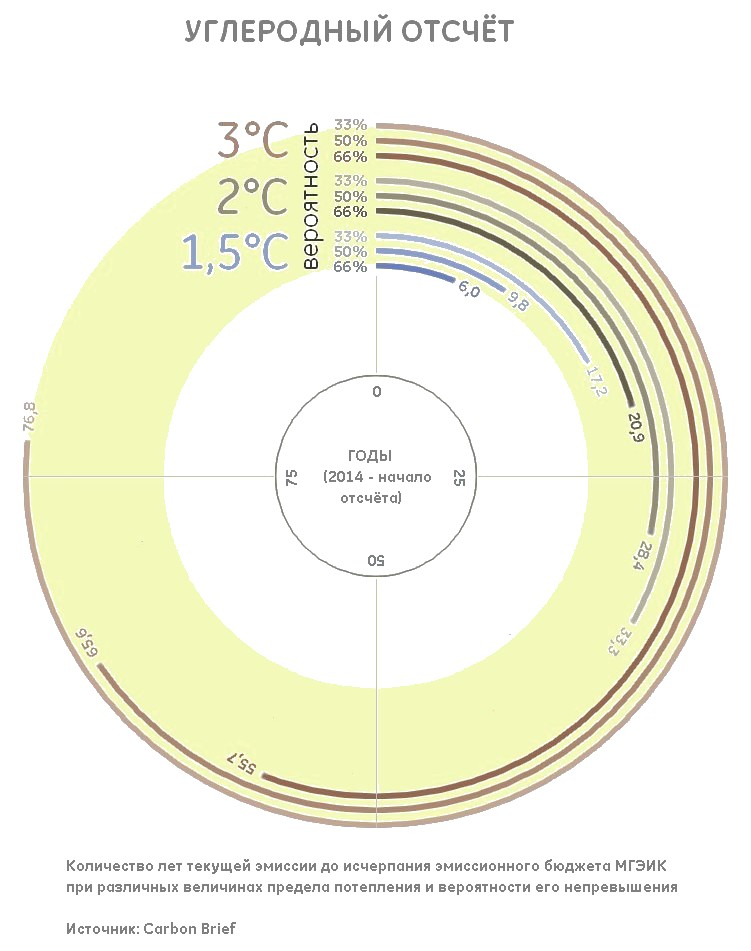
Сроки исчерпания эмиссионного бюджета СО_{2} при сохранении нынешнего уровня эмиссии.

Согласно современным научным представлениям, заданный предел потепления в сочетании с вероятностью его непревышения определяет величину доступного эмиссионного бюджета, то есть будущих совокупных выбросов СО2. Моделирование климата показывает, что для XXI века хотя бы 50 % вероятность 2 °C находится на грани достижимого, а эмиссионный бюджет для 80 % вероятности 1,5 °C равен нулю.
Изменение пищевых привычек (переход на диету, насыщенную растительными продуктами; снижение калорийности рациона до оптимальных уровней), снижение уровня пищевых отходов на 50 %, а также модернизация сельскохозяйственных практик (повышение урожайности на 50 %, снижение углеродного следа производства продуктов питания на 40 %) позволят не допустить роста температуры в 2 °C к 2100 году с 67 % вероятностью (при условии сокращения до нуля всех выбросов, не относящихся к пищевой индустрии, к 2050 году).

## Национальные вклады

Величины годовой эмиссии США, ЕС и Китая на основе Предварительного определения национальных вкладов, подготовленных к международной конференции в декабре 2015 года в Париже по данным Peters et al. (2015). Чёрная линия представляет глобальную эмиссию, соответствующую потеплению 2 °С. Коричневая линия соответствует планируемой добыче ископаемого топлива по данным доклада ЮНЕП

В исследовании, опубликованном в ноябре 2018 года, рассмотрена связь между декларированными сокращениями эмиссии отдельных стран и итоговым ростом температуры, который имел бы место, если бы, во-первых, такие сокращения эмиссии действительно состоялись и, во-вторых, стали бы образцом для всех стран. Показано, что текущая климатическая политика Китая, России и Канады ведёт к потеплению на 5 °С к концу столетия, немногим лучше выглядят США и Австралия (более 4 °С). Для стран Евросоюза этот показатель составляет 3—3,5 °С. Как показывает опубликованный в ноябре 2019 года доклад Программы ООН по окружающей среде (ЮНЕП), страны-участники Парижского соглашения планируют увеличивать добычу ископаемого топлива вплоть до 2040 года. Доклад подчеркивает разрыв между декларированными целями по сдерживанию глобального потепления и реальными планами правительств добывать все больше и больше топлива.

## Практическая реализация
Предполагалось, что стороны приступят к практическому взаимодействию согласно статье 6 соглашения начиная с 2020 года. Для этого необходимо было согласовать «набор правил» для углеродных рынков и решить ряд других вопросов. Собравшиеся в декабре 2019 года в Мадриде почти 27000 делегатов не смогли решить эту задачу, несмотря на рекордные по длительности заседания.
Для выхода к 2050 г. на нулевой глобальный уровень выброса парниковых газов требуется увеличить долю расходов на энергию в глобальном ВВП с 8 % до 25 % к 2035 году.
Согласно совместному докладу разведывательного сообщества США в 2021 году, маловероятно достижение целей Парижского соглашения по выбросам к 2030 году, что усугубит геополитическую напряженность, социальную нестабильность и потребность в гуманитарной помощи.

## Критика
В тексте соглашения не предусматривается каких-либо санкций в случае недостижения сторонами декларированных ими целей, а в международно-правовом смысле какие-либо сокращения эмиссии вообще не являются для них обязательными.
В связи с этим известный климатолог Джеймс Хансен назвал соглашение «мошенническим», другие критики говорят о «соглашении об увеличении эмиссии».
Эксперты Всемирного пенсионного и инвестиционного форума считают, что ситуация, когда не связанные никакими количественно определёнными обязательствами участники, тем не менее, придут к согласованной общей цели, является одновременно и условием успеха Парижского соглашения и, собственно говоря, тем, чего хотят достичь с его помощью — то есть, с точки зрения формальной логики, это соглашение основано на принципе порочного круга.
Некоторые считают примечательным тот факт, что в тексте соглашения вообще не встречается словосочетание «ископаемое топливо».

## «Принцип Торонто»
Парижское соглашение используется активистами экологических групп как формальное основание для требований, направленных на снижение эмиссии СО2.
Впервые в этом качестве соглашение было использовано в ходе кампании за бойкот инвестиций в ископаемое топливо в университете Торонто. Студенты требовали прекращения сотрудничества с компаниями, которые «нагло игнорируют международные усилия по ограничению роста средней глобальной температуры к 2050 году величиной не более 1,5 °C по сравнению с доиндустриальным уровнем. Это компании, добывающие ископаемое топливо, их действия являются несовместимыми с согласованными на международном уровне целями».
Все общественные институты несут ответственность за претворение в жизнь Парижского соглашения и обязаны использовать свой статус и власть для осмысленного реагирования на вызов изменения климата. По мнению экологических активистов, такой подход сводит воедино риторику и практическое действие.
23 сентября 2019 года Детский фонд ООН (ЮНИСЕФ) организовал пресс-конференцию, на которой Грета Тунберг и группа из 15 детей из разных стран объявили, что подают иск против пяти стран, которые игнорируют необходимость снижать эмиссию СО2 по Парижскому соглашению: Аргентины, Бразилии, Франции, Германии и Турции. Иск подан в соответствии с Конвенцией ООН о правах ребёнка (в частности, правах на жизнь, здоровье и мир). Если жалоба будет удовлетворена, странам будет предложено ответить, но любое возможное решение не является юридически обязывающим.

## По странам

### Россия
По Парижскому соглашению, Россия должна достичь к 2030 году выбросов парниковых газов не более 70 % от уровня 1990 года. В 2018 году уровень выбросов парниковых газов из России уже составил всего 52 % от уровня 1990 года.
Соглашение подписано Российской Федерацией 22 апреля 2016 года. Постановлением правительства от 21 сентября 2019 года Соглашение было «принято», но не ратифицировано Думой. По мнению российского правительства:
Соглашение не содержит предусмотренных российским законодательством оснований для ратификации. В соответствии с Федеральным законом «О международных договорах Российской Федерации» согласие России на обязательность для неё Парижского соглашения выражается в форме его принятия.
У принятия соглашения имелись противники. Так, летом 2016 года бизнес-сообщество призвало президента Владимира Путина не утверждать документ. В РСПП заявили, что реализация соглашения негативно отразится на темпах экономического роста, а обязательство довести выбросы в атмосферу ниже уровня 1990 года Россия уже перевыполнила.

В ноябре 2016 года специальный представитель президента России по вопросам климата Александр Бедрицкий заявил:
… мы не рассматриваем отказ от углеводородов в качестве способа снижения выбросов парниковых газов в рамках выполнения взятых на себя обязательств в среднесрочной перспективе. Необходимо искать новые рецепты с учётом текущей и прогнозируемой экономической ситуации, планов социально-экономического развития, учитывать национальные особенности и интересы страны. 
К тому времени Парижское соглашение по климату было подписано 192 странами, 113 из которых ратифицировали его. Россия, занимая третью строчку по выбросам парниковых газов среди участников Парижского соглашения (по данным ООН), была единственной, кто не ратифицировал документ из 15 ведущих по выбросам стран. Россия занимает четвёртое место по выбросу CO2 в мире (2017 г.).
В апреле 2019 года Путин заявил, что Россия ратифицирует Парижское соглашение после всестороннего анализа последствий его реализации. 5 июля вице-премьер Алексей Гордеев дал поручение Минприроды совместно с МИД России до 1 сентября внести в правительство проект федерального закона о ратификации соглашения.
Однако 23 сентября 2019 года, в день открытия климатического саммита ООН, правительство России объявило, что двумя днями ранее премьер-министр Дмитрий Медведев подписал постановление, в соответствии с которым Россия приняла Парижское соглашение. Согласно пресс-релизу правительства, ни само соглашение, ни федеральный закон «О международных договорах Российской Федерации» не предусматривали его обязательной ратификации. По мнению источников агентства «Блумберг», принятие соглашения в обход Госдумы позволило Кремлю избежать критики со стороны депутатов, находившихся в союзе с оппонентами Парижского процесса, в частности, с энергетическими и металлургическими магнатами.

### США
США вышли из соглашения в 2020 году, но вновь присоединились к нему 19 февраля 2021 года.
20 января 2025 года, в первый день своего второго президентства, 47-й Президент США Дональд Трамп подписал указ о выходе США из Парижского соглашения.